# 阳涉铁路
阳涉铁路北起山西省阳泉市的白羊墅站，南至河北省涉县的悬钟站，全长199公里，全程穿梭在太行山区。阳涉铁路为位于太行山区晋冀两省的左权县、涉县等地的老区人民铺就了一条加快经济发展的黄金通道。
阳涉铁路是国家I级单线铁路，建设总投资20.7亿元，工程于1986年7月10日开工，2004年2月通过国家验收。整个工程完成土石方量1949万立方米，大、中桥83座16672延米，隧道55座40759米，小桥涵415座13022横延米，工程初验合格率为100%。2025年1月27日开通客运服务。

## 电气化改造
阳涉铁路拟对白羊墅至麻田镇段长约172公里实施电气化改造，北庄口、石窑坪、寒王、栗城站各新设牵引变电所1座，昔阳、和顺县、左权、麻田镇站各新设接触网工区1处，昔阳站新设供电维修车间。车站到发线有效长、线路平纵断面维持既有。正线木枕道岔改造为混凝土枕道岔，失效混凝土枕更新，通信、信号等配套项目结合电化工程进行改造。工期6个月，投资估算11.8亿元。
2022年7月6日，阳涉铁路电气化改造工程正式开工。11月30日，阳涉铁路电气化改造工程和顺至麻田段接触网冷滑试验顺利完成。
2023年1月31日，阳涉铁路电气化改造工程顺利开通。